# Anders Tegnell

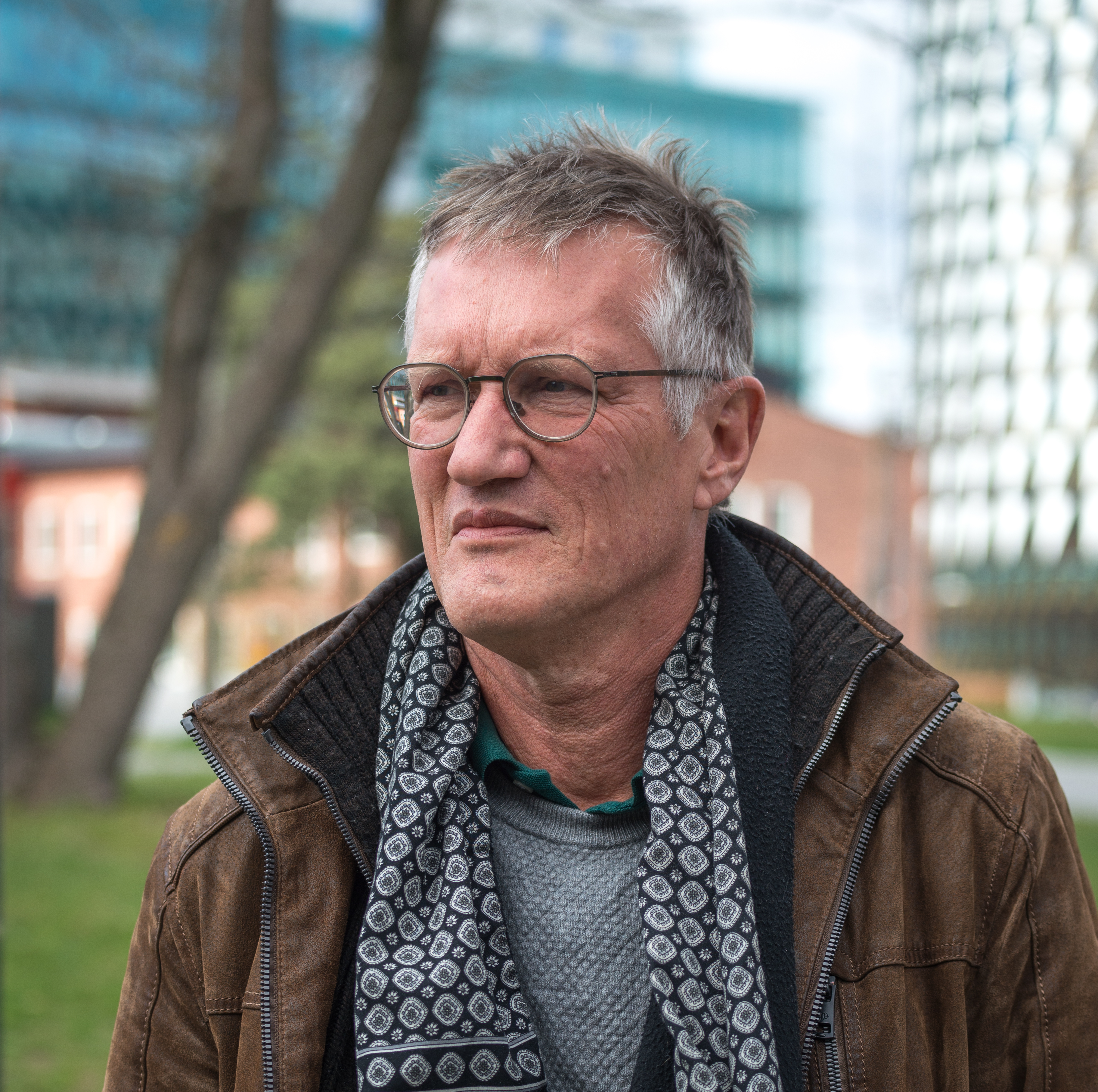
Anders Tegnell (2020)

Nils Anders Tegnell (* 17. April 1956 in Uppsala, Schweden) ist ein schwedischer Arzt und war von 2013 bis 2022 Staatsepidemiologe der schwedischen Behörde für öffentliche Gesundheit (Folkhälsomyndigheten).

## Biographie
Tegnell wurde 1985 Arzt und spezialisierte sich auf Infektionskrankheiten. Von 1990 bis 1993  arbeitete er für die WHO in Laos, wo er bei Impfprogrammen mitwirkte. Er erlangte im Jahr 2003 den Doktorgrad in Medizin an der Universität Linköping. Im Jahr 2004 erlangte er einen Master of Science in Epidemiologie an der London School of Hygiene & Tropical Medicine. Tegnell war von 2012 bis 2013 Abteilungsleiter des Schwedischen Instituts für übertragbare Krankheiten und von 2013 bis 2022 Schwedens Staatsepidemiologe. Die schwedische Gesundheitsbehörde hatte ihn im März 2022 für eine leitende Tätigkeit bei der WHO vorgeschlagen, was sich jedoch nicht ergeben hat. Seitdem ist er mit der Wahrnehmung von internationalen Verpflichtungen betraut.
Er wurde 2005 Mitglied der Königlich-Schwedischen Akademie der Kriegswissenschaften (Kungliga Krigsvetenskapsakademien).

## Schweinegrippe-Kontroverse
Tegnell wurde im März 2019 wegen seines Vorgehens in dem von ihm mitentschiedenen Massenimpfprogramm gegen die Schweinegrippe kritisiert. Von fünf Millionen um das Jahr 2009 geimpften Schweden führte die Impfung bei ca. 500 jüngeren Patienten zu einer Narkolepsie. Narkolepsie ist eine Tagesschläfrigkeit, die zur Gruppe der Schlafsüchte zählt. Angesichts dieser Folgen äußerte sich Tegnell zu dem Impfstoff Pandemrix, von dem seit 2009 bekannt ist, dass er neurologische Veränderungen hervorrufen kann: „Es ist schwierig, 400 Kinder mit Narkolepsie gegen 100 Tote aufzuwiegen.“ Seiner Ansicht nach kam die Kritik an ihm „von selbsternannten Experten ohne Fachkenntnisse“, die „denken, sie wüssten mehr als die Behörden“.

## COVID-19-Pandemie
Als Staatsepidemiologe hatte Tegnell im Umgang Schwedens mit COVID-19 eine entscheidende Beraterfunktion. Schweden 
hielt die Grenzen offen und erließ für Heimkehrer aus Risikogebieten keine Quarantäne. Es hielt Kitas, Grundschulen, Geschäfte, Restaurants offen. Tegnell setzte auf die freiwilligen Maßnahmen der Bevölkerung. 
Am 21. März 2020 zitierte ihn die Tagesschau dahingehend wie folgt: „Das Wichtigste, was wir jetzt machen können, ist zuhause zu bleiben, wenn wir uns krank fühlen. Das sagen wir jeden Tag und werden das weiter tun, solange die Epidemie anhält, denn das ist die Grundlage für alles, was wir tun“.
Im April 2020 sagte Tegnell, für eine wirkungsvolle Schließung der Schulen sei es bereits zu spät.
Weil Aktivität wichtig sei für die körperliche und seelische Gesundheit der jüngeren Generation, plädierte er für die Aufrechterhaltung des Schulbetriebs. Er sagte, alle Maßnahmen sollten für die Bevölkerung auch über einen längeren Zeitraum durchzuhalten sein; andernfalls fürchte er schwindenden Rückhalt in der Bevölkerung. Für seine im Ländervergleich geringen Maßnahmen gegen COVID-19 erhielt Tegnell auch aus Fachkreisen Kritik, beispielsweise von Frederik Elgh, Professor für Virologie an der Universität Umeå.
Nachdem Tegnell lediglich für die freiwillige Isolation älterer Menschen plädiert hatte, wurden April 2020 in jedem dritten Stockholmer Pflegeheim Infizierte nachgewiesen. Dies nannte er „bedauerlich“, lehnte einen Kurswechsel ab und bezeichnete die schwedische Strategie als nach wie vor erfolgreich.
Tegnell äußerte im April 2020 auch, das neuartige Coronavirus SARS-CoV-2 sei nicht aufzuhalten und man müsse die Kurve flach halten, um Krankenhäuser nicht zu überlasten. Tegnell hatte von Anfang an auch die sozialen Folgen im Blick: Die Einschränkungen sollten nicht zu streng sein, damit die Menschen auch bereit sind, sie über Monate zu akzeptieren. Zudem hoffte er darauf, dass auf diese Weise genug widerstandsfähige Menschen an COVID-19 erkranken, um eine Immunität gegen den Erreger zu entwickeln.
Mitte April 2020 äußerte er die Erwartung, in Teilen Schwedens könne schon im Mai 2020 eine Herdenimmunität erreicht werden.
Zugleich betonte er allerdings, er strebe mit seinem Vorgehen keinesfalls aktiv eine Herdenimmunität an: “We believe herd immunity will of course help us in the long run … but it’s not like we are actively trying to achieve it as has been made out (by the press and some scientists). If we wanted to achieve herd immunity we would have done nothing and let coronavirus run rampant through society.”
Im Mai 2020 deutete er mehrmals Zweifel am schwedischen Umgang mit der COVID-19-Pandemie an.
Am 3. Juni 2020 sagte Tegnell, es wäre besser gewesen, von Beginn an mehr Maßnahmen zu ergreifen. 
Auf eine entsprechende Nachfrage wollte Tegnell nicht sagen, was genau man in Schweden hätte anders machen sollen. Im Juni 2020 verteidigte Tegnell trotz vieler Todesfälle in schwedischen Pflegeheimen und keines nachhaltigen Rückgangs bei der täglichen Zahl der Neuinfektionen seine Vorgehensweise. Die Anfang Juni sprunghaft gestiegene Zahl der registrierten Neuinfektionen erklärte er als eine Folge der gestiegenen Zahl an Tests.
Am 24. Juni 2020 bereute er in einem Interview einen Teil seiner Strategie im Umgang mit dem Coronavirus: Der Schutz vor einer Ansteckung der Älteren in schwedischen Pflegeeinrichtungen sei gescheitert und die Todesrate „schrecklich“. „Wir dachten vermutlich, dass unsere alters-segregierte Gesellschaft uns erlauben würde, eine Situation zu vermeiden wie in Italien, wo verschiedene Generationen häufiger zusammenleben. Das erwies sich aber als falsch.“
Am 10. August 2020 sagte Tegnell vor dem Hintergrund in Schweden stark gefallener Infektionszahlen zu einer allgemeinen Maskenpflicht: „Das Resultat, das man durch die Masken erzeugen konnte, ist erstaunlich schwach, obwohl so viele Menschen sie weltweit tragen. Es überrascht mich, dass wir nicht mehr oder bessere Studien darüber haben, welche Effekte die Masken tatsächlich herbeiführen. Länder wie Spanien oder Belgien haben ihre Bevölkerung Masken tragen lassen – trotzdem gingen die Infektionszahlen hoch. Zu glauben, dass Masken unser Problem lösen können, ist jedenfalls sehr gefährlich.“
Tegnell veröffentlichte das Buch Der andere Weg. Eigenverantwortung statt Zwang: Wie Schwedens Chef-Epidemiologe die Pandemie zähmte.

## Publikationen
- mit Fanny Härgestam: Der andere Weg. Eigenverantwortung statt Zwang: Wie Schwedens Chef-Epidemiologe die Pandemie zähmte. Benevento, Edition Der Pragmaticus, 2025, ISBN 978-3-7109-0223-9